# Dowództwo Okręgu Korpusu Nr I

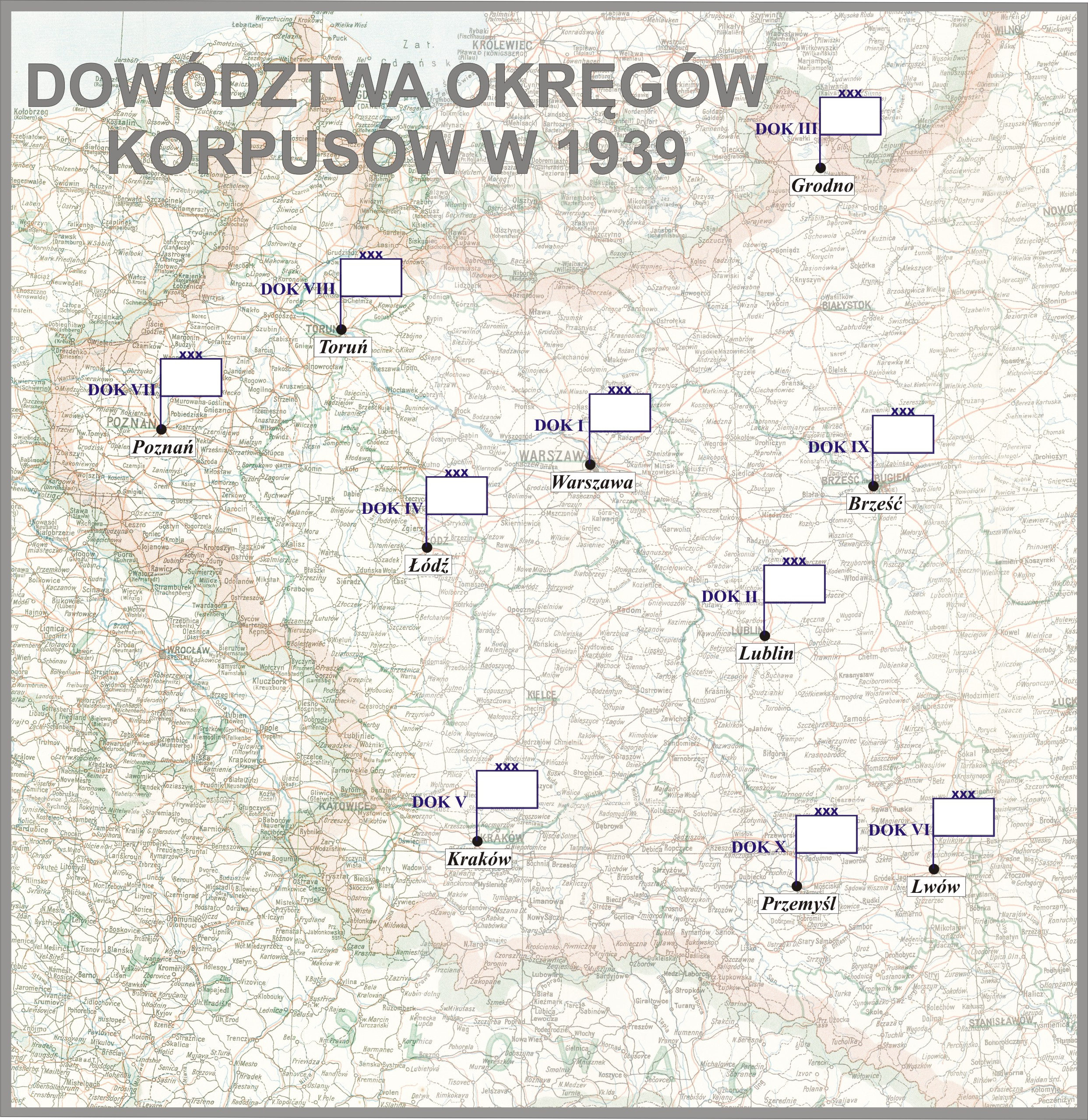
Siedziby DOK w 1939

Dowództwo Okręgu Korpusu Nr I (DOK I) – terytorialny organ Ministerstwa Spraw Wojskowych okresu II Rzeczypospolitej, pełniący funkcje administracyjno-gospodarcze, mobilizacyjne i garnizonowo-porządkowe z siedzibą w garnizonie Warszawa. Gmach DOK I mieścił się przy ulicy Przejazd.
W okresie przed i w trakcie Bitwy Warszawskiej Dowództwo Okręgu Korpusu Nr I podlegało Wojskowemu Gubernatorowi Warszawy.

## Obsada personalna Dowództwa Okręgu
Dowódcy okręgu
- gen. por. Karol Durski-Trzaska (do 20 IX 1920)
- gen. por. Wacław Iwaszkiewicz-Rudoszański (od 20 IX 1920[3] ← dowódca Frontu Południowego)
- gen. dyw. Mieczysław Kuliński (2 VI[4] – 26 III 1923)
- gen. bryg. Eugeniusz Pogorzelski (p.o. od 27 III 1923)
- gen. dyw. Daniel Konarzewski (od 19 VIII 1923)
- gen. dyw. Juliusz Tarnawa-Malczewski (od 21 XII 1925)
- gen. dyw. Kazimierz Dzierżanowski (od 11 V 1926)
- gen. bryg. Jan Karol Wróblewski (od 7 IX 1926[5], p.o. 13 V – 6 IX 1926)
- gen. bryg. Czesław Jarnuszkiewicz (od 7 VII 1931[6])
- gen. bryg. Mieczysław Ryś-Trojanowski (9 XII 1935 – IX 1939)

Zastępcy dowódcy okręgu
- płk / gen. ppor. Aleksander Żabczyński (od 1 IV 1919)
- gen. bryg. Stefan de Latour (IX 1921 – I 1923)
- gen. bryg. Eugeniusz Pogorzelski (I – VIII 1923)
- gen. dyw. Henryk Minkiewicz (VIII 1923 – 1 IX 1924 → dowódca KOP)
- gen. bryg. Jan Karol Wróblewski (3 II 1925[7] – 7 IX 1926)
- gen. bryg. Kazimierz Jacynik (31 VII 1927[8] – 24 XII 1929)
- gen. bryg. Czesław Jarnuszkiewicz (24 XII 1929 – 7 VII 1931 → dowódca OK I)
- gen. bryg. Henryk Krok-Paszkowski (I 1938 – VIII 1939 → dowódca 45 DP rez.)

Pomocnicy dowódcy okręgu korpusu
- płk piech. Romuald Żurakowski – I pomocnik (1932)
- płk dypl. Tadeusz Piotr Parafiński – II pomocnik (1932)

Szefowie Poborowi / inspektorzy poborowi / Pomocnicy dowódcy do spraw uzupełnień
- płk piech. Marian Sieleżyński (19 IX 1922[9] – był w 1924[10])
- ppłk piech. Adolf Jachimowicz (XII 1924[11][12] – VI 1927[13])
- płk piech. Antoni I Nowakowski (VI 1927[14] – IX 1930[15])
- ppłk dypl. piech. Marian Kijowski (IX 1930 – VIII 1931)
- płk piech. Romuald Żurakowski (VIII 1931 – XII 1934[16])
- płk dypl. Henryk Pomazański (XII 1934[16] – 1939)

Szefowie sztabu
- ppłk Stanisław Burhardt-Bukacki (od 23 XI 1918)
- płk SG Edmund Kessler (od 14 X 1920 → dowódca 20 DP)
- ppłk SG Marian Przewłocki[17]
- płk SG Marian Bolesławicz (X 1921 – X 1924)
- płk SG inż. Marian Przybylski (1924 – VII 1925)
- płk SG Erwin Więckowski (od 23 X 1925)
- ppłk SG Ludwik de Laveaux (XII 1926 – VII 1929)
- płk dypl. Antoni Durski-Trzaska (VII 1929 – X 1931)
- ppłk dypl. Władysław Winiarski (od X 1931)
- ppłk dypl. kaw. Józef Trepto (od III 1935)
- płk dypl. piech. Kazimierz Aleksandrowicz[18]

Zastępcy szefa sztabu
- ppłk SG Marian Bolesławicz[17]

Kwatermistrz
- płk dypl. Jan Hyc (VIII – IX 1939)

Szefowie artylerii i uzbrojenia
- Dowództwo Artylerii Okręgu Generalnego „Warszawa” – ppłk art. Marian Bolesławicz (IV - IX 1919)
- Sztabowy oficer inspekcyjny artylerii Okręgu Generalnego „Warszawa” – płk art. Włodzimierz Emil Westermark (2 X 1919–1921)
- Szefostwo Artylerii i Służby Uzbrojenia Okręgu Korpusu Nr I 1921–1926
  - szef - gen. bryg. Olgierd Pożerski (30 IX 1921 – 31 VIII 1924)
  - szef - gen. bryg. Wincenty Kaczyński (1 XI 1924 – 21 V 1925)
- 1 Okręgowe Szefostwo Artylerii (1926–1928) – płk art. Rudolf Underka (do III 1929)

Służba uzbrojenia
- 1 Okręgowe Szefostwo Uzbrojenia
  - ppłk uzbr. Bolesław Miś (IX 1930 – X 1931)
  - ppłk uzbr. Józef Mączyński (od X 1931)
  - mjr uzbr. Henryk Józef Marek Poplewski (III 1932 – VI 1934)
  - mjr uzbr. Feliks Różalski (od VI 1934)
- Szefostwo Uzbrojenia OK I – płk uzbr. Edward Czopór (do 1939)[19]

Szefowie inżynierii i saperów, szefowie 1 Okręgowego Szefostwa Saperów
- płk kontr. Władysław Jagniątkowski (p.o. od 1 IV 1921[20])
- ppłk Mieczysław Wężyk (od XI 1922[21])
- płk sap. inż. Ludwik Hickiewicz (1924–1927)
- płk dypl. sap. Karol Schramm (V 1927 – III 1929)

Szefowie intendentury
- płk int. / gen. ppor. int. Józef Wencel (26 I 1919 – 26 I 1921 → kierownik Wojskowego Kursu Intendenckiego)
- płk int. Włodzimierz Pietruszewicz (od 26 I 1921[22])
- płk int. Henryk Eugeniusz Sacewicz
- płk int. Stanisław Leś (1932)[23]

Szefowie łączności i szefowie 1 Okręgowego Szefostwa Łączności w latach 1921–1929 i w 1939 roku
- ppłk łącz. Ignacy Niepołomski (od 15 VIII 1922[24])

Szefowie sanitarni
- gen. bryg. Wojciech Rogalski (1921–1924)
- płk lek. / gen. bryg. Jan Kołłątaj-Srzednicki (od 7 II 1924 – VI 1930)
- płk lek. Józef Gabriel Pracki (VI 1930 – IV 1934)
- płk lek. Jerzy Nadolski (1 V 1934 – 1938)

Naczelni lekarze weterynarii / szefowie służby weterynaryjnej
- płk lek. wet. Feliks Rozwadowski (od 14 X 1920[25])
- płk lek. wet. Konrad Millak (od X 1927)

Szefowie remontu
- ppłk jazdy Emil Arnold (XI 1921 – †25 IV 1922[26][27][28])
- płk Tadeusz Rychliński (był w 1923)[17]

Szefowie duszpasterstwa wojskowego wyznania rzymskokatolickiego
- ks. dziekan generalny Antoni Niewiarowski (1918 – † 2 III 1927)
- ks. dziekan Antoni Jan Burzyński (VI 1927[29] – 1932)
- ks. proboszcz Józef Tomiak (do VIII 1939 → szef służby duszpasterstwa Armii „Poznań”)